# 川島令次郎

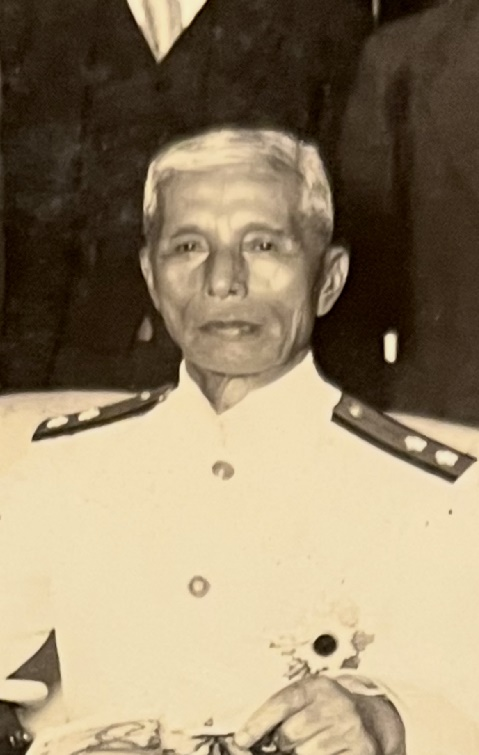
アルバムより昭和11年7月撮影

川島 令次郎（かわしま れいじろう、1864年10月14日（元治元年9月14日） - 1947年（昭和22年）11月22日）は、日本の海軍軍人。海軍中将正三位勲一等功三級。宮中顧問官。

## 経歴
旧加賀藩士川島拓の長男として生まれる。攻玉社を経て、1884年（明治17年）12月、海軍兵学校（11期生）を卒業し、1886年（明治19年）9月に海軍少尉任官。1892年（明治25年）8月、海軍大学校（甲号4期）を卒業。「高千穂」砲術長、軍令部第2局員、侍従武官、イギリス留学、イギリス公使館付、常備艦隊参謀、「富士」副長、「朝日」副長、「宮古」艦長などを歴任。
日露戦争では、「松島」艦長として出征し、日本海海戦では「磐手」艦長であった。その後、軍令部参謀（第1班長）、艦政本部第1部長を経て、1908年（明治41年）8月、海軍少将に進級。さらに、海大校長、第3艦隊司令官、水路部長などを歴任し、1913年（大正2年）1月、海軍中将となった。旅順要港部司令官、将官会議議員などを務め、1916年（大正5年）6月27日に予備役に編入され、1929年（昭和4年）9月、退役した。
また、1916年（大正5年）6月27日、別当に任じられ東伏見宮附となり、さらに同宮務監督を務めた。

## 栄典・授章・授賞
位階
- 1887年（明治20年）3月25日 - 正八位[2]
- 1891年（明治24年）12月16日 - 従七位[3]
- 1897年（明治30年）3月1日 - 従六位[4]
- 1898年（明治31年）10月31日 - 正六位[5]
- 1903年（明治36年）12月19日 - 従五位[6]
- 1908年（明治41年）12月11日 - 正五位[7]
- 1913年（大正2年）2月20日 - 従四位[8]
- 1918年（大正7年）9月30日 - 正四位[9]
- 1923年（大正12年）10月10日 - 従三位[10]
- 1932年（昭和7年）10月15日 - 正三位[11]

勲章等
- 1895年（明治28年）11月18日 - 明治二十七八年従軍記章[12]
- 1900年（明治33年）11月30日 - 勲五等瑞宝章[13]
- 1904年（明治37年）11月29日 - 勲四等瑞宝章 [14]
- 1906年（明治39年）4月1日 - 功三級金鵄勲章・勲三等旭日中綬章・明治三十七八年従軍記章[15]
- 1913年（大正2年）11月28日 - 勲二等瑞宝章[16]
- 1915年（大正4年）
  - 11月7日 - 勲一等旭日大綬章[17]
  - 11月10日 - 大礼記念章（大正）[18]
- 1919年（大正8年）12月15日 - 戦捷記章[19]
- 1940年（昭和15年）8月15日 - 紀元二千六百年祝典記念章[20]

## 親族
- 三男 橋井真（官僚）
- 四男 岡崎忠（神戸銀行頭取）
- 五男 川島義（東京計器株式会社常務）
- 義弟 中村静嘉（海軍少将）